# Valea Vinului (okręg Satu Mare)
Valea Vinului – wieś w Rumunii, w okręgu Satu Mare, w gminie Valea Vinului. W 2011 roku liczyła 775 mieszkańców.